# Diospyros cavalcantei
Diospyros cavalcantei är en tvåhjärtbladig växtart som beskrevs av Sothers. Diospyros cavalcantei ingår i släktet Diospyros och familjen Ebenaceae. Inga underarter finns listade i Catalogue of Life.